# Gretchen Egolf
Gretchen Egolf est une actrice américaine née en 1973 à Lancaster, Pennsylvanie (États-Unis). Elle est la sœur de l'écrivain Tristan Egolf.

## Filmographie
- 2015 : Doctor Who (TV)
- 2014 : Elementary (TV)
- 2010 : New York, unité spéciale (TV)
- 2010 Blue Bloods,Ann Cleary (épisode 21, saison 1)
- 2010 : Lie to Me (TV)
- 2009 : Esprits Criminels (TV)
- 2008 : La Fin du rêve (The Two Mr Kissels) (TV)
- 2008 : Le Retour de K2000 Tess Landafly S1E9 (Les signes du Zodiaque) (TV)
- 2008 : NCIS : Enquêtes spéciales (TV)
- 2008 : Ghost Whisperer (vf : Dominique Vallée) Deborah Marks S4E14 (Secret Brûlant) (TV)
- 2007 : Journeyman (série télévisée) : Katie Vasser (TV)
- 2000 : Roswell (série TV) : Vanessa Whitaker
- 1999 : Le Flic de Shanghaï (TV) : Amy Dylan